# Chiesa di Santa Maria Assunta (Piadena Drizzona)
La chiesa di Santa Maria Assunta,  detta anche chiesa di Santa Maria Assunta e San Pammacchio, è la parrocchiale di Piadena, frazione-capoluogo del comune sparso di Piadena Drizzona, in provincia e diocesi di Cremona; fa parte della zona pastorale 4.

## Storia
La prima citazione della pieve di Piadena risale al 1385 ed è contenuta nel Liber Synodalium, dal quale si apprende che la sua giurisdizione ricadeva sulle cappelle di San Giovanni in Croce, Castelfranco, Ronchano, Soldicio e Voltido; nelle Rationes Decimarum del 1404 come sue filiali risultavano solo quelle di San Giovanni in Croce, Voltido e Castelfranco d'Oglio.
All'inizio del XVI secolo la pieve venne visitata dal vescovo Gerolamo Trevisan; nel 1602 il vescovo Cesare Speciano, durante la sua visita, trovò che la chiesa, inserita nel vicariato foraneo di Calvatone e retta da un arciprete, era sede delle società del Santissimo Sacramento e del Santissimo Rosario e che il numero di fedeli era pari a 300.
La parrocchiale, dal momento che era danneggiata nella struttura, tra il 1748 e il 1758 fu completamente ricostruita in stile barocco su disegno di Marco Bianchi; se nel 1781 i fedeli ammontavano a 750, nel 1808 erano saliti a 800 e nel 1808 a 940.
All'inizio del Novecento la chiesa divenne sede di un vicariato comprendente, oltre a quella piadenese, anche le parrocchie di Calvatone, Castelfranco, Drizzona, San Lorenzo Guazzone, San Paolo Ripa d'Oglio, Vho e Voltido; questo vicariato fu soppresso nel 1975 in occasione della riorganizzazione territoriale della diocesi decretata dal vescovo Giuseppe Amari.

## Descrizione

### Esterno
La barocca facciata a salienti della chiesa, rivolta a sudovest, è suddivisa da una cornice marcapiano in due registri, entrambi scanditi da paraste; quello inferiore, più largo, presenta i tre portali d'ingresso, mentre quello superiore, affiancato da volute, è caratterizzato da una finestra e coronato dal timpano mistilineo spezzato.
Annesso alla parrocchiale è il campanile a base quadrata, la cui cella presenta su ogni lato una monofora, affiancata da semicolonne sorreggenti un frontoncino, ed è coronata dalla cupoletta poggiante sul tamburo.

### Interno
L'interno dell'edificio si compone di un'unica navata, sulla quale si affacciano le cappelle laterali e le cui pareti sono scandite da lesene sorreggenti il cornicione, sopra il quale si imposta la volta a botte costolonata; al termine dell'aula si sviluppa il presbiterio, rialzato di alcuni gradini, ospitante l'altare maggiore e chiuso dall'abside.